# Shalom Radio en Televisie
Shalom Radio en Televisie is omroep in Suriname, met radio-uitzendingen sinds 1993 en televisie-uitzendingen sinds 2017. De uitzendingen vinden vanuit Paramaribo plaats.
In 1993 nam de stichting Evangelische Radio en Televisie Suriname het initiatief tot de oprichting van Radio Shalom. Het doel van de omroep is om mensen weer in contact te brengen met God. Daarnaast zendt de omroep ook niet-religieuze programma's uit, zoals Actua Inzicht, en wordt er een muziekhitlijst samengesteld. De eerste testuitzending vond op 13 april 1995 plaats vanuit de Malebatrumstraat en op Hemelvaartsdag, 25 mei 1995, werd de zender officieel gelanceerd. Het station is gevestigd aan de Stadionlaan (stand 2022).
In 2017 begon Shalom ook met het uitzenden van televisieprogramma's, waaronder De Getuigenis van…, waarin bekende en onbekende Surinamers getuigenissen afleggen over hun geloof. De televisie-uitzendingen gebeuren via kanaal 31.1 en het internet.